# Chiloglanis modjensis
Chiloglanis modjensis е вид лъчеперка от семейство Mochokidae.

## Разпространение
Видът е разпространен в Етиопия.